# Campionato italiano football a 9 2010
La stagione 2010 del Campionato italiano di football a 9 (CIF9), è il primo disputato con questa denominazione.
Il campionato è formato da 26 squadre, divise in 6 gironi.

## Squadre partecipanti
| Club                   | Città (prov.)                  |
| ---------------------- | ------------------------------ |
| 82'ers Napoli          | Napoli                         |
| Achei Crotone          | Crotone                        |
| Aquile Ferrara         | Ferrara                        |
| Bills Cavallermaggiore | Cavallermaggiore (CN)          |
| Blitz Ciriè            | Cirié (TO)                     |
| Cardinals Palermo      | Palermo                        |
| Centurions Alessandria | Alessandria                    |
| Chiefs Ravenna         | Ravenna                        |
| Crusaders Cagliari     | Cagliari                       |
| Dragons Salento        | Surbo (LE)                     |
| Eagles Salerno         | Salerno                        |
| Goblins Lanciano       | Lanciano (CH)                  |
| Highlanders Catanzaro  | Catanzaro                      |
| Hurricanes Vicenza     | Vicenza                        |
| Islanders Venezia      | Venezia                        |
| Knights Persiceto      | San Giovanni in Persiceto (BO) |
| Neptunes CUS Bologna   | Bologna                        |
| Pirates Savona         | Savona                         |
| Ravens Imola           | Imola (BO)                     |
| Sharks Palermo         | Palermo                        |
| Storms CUS Pisa        | Pisa                           |
| Trucks Bari            | Bari                           |
| Warriors Bologna Arena | Bologna                        |
| White Wings Bologna    | Bologna                        |
| Wild Boars Bari        | Bari                           |
| Wolfpack La Spezia     | La Spezia                      |

## Stagione regolare

### Classifiche
- PCT = percentuale di vittorie, G = partite giocate, V = partite vinte, N = partite pareggiate, P = partite perse, PF = punti fatti, PS = punti subiti
- La qualificazione ai play-off è indicata in verde

#### Girone Centro Nord
| Pos. | Squadra              | PCT   | G | V | P | PF  | PS  |
| ---- | -------------------- | ----- | - | - | - | --- | --- |
| 1    | Neptunes CUS Bologna | 1.000 | 6 | 6 | 0 | 200 | 79  |
| 2    | White Wings Bologna  | .667  | 6 | 4 | 2 | 166 | 139 |
| 3    | Knights Persiceto    | .500  | 6 | 3 | 3 | 130 | 141 |
| 4    | Storms CUS Pisa      | .333  | 6 | 2 | 4 | 133 | 155 |
| 5    | Ravens Imola         | .000  | 6 | 0 | 6 | 61  | 176 |

#### Girone Isole
| Pos. | Squadra            | PCT   | G | V | P | PF  | PS  |
| ---- | ------------------ | ----- | - | - | - | --- | --- |
| 1    | Sharks Palermo     | 1.000 | 4 | 4 | 0 | 126 | 34  |
| 2    | Crusaders Cagliari | .500  | 4 | 2 | 2 | 112 | 71  |
| 3    | Cardinals Palermo  | .000  | 4 | 0 | 4 | 39  | 172 |

#### Girone Nord Est
| Pos. | Squadra                | PCT  | G | V | P | PF  | PS  |
| ---- | ---------------------- | ---- | - | - | - | --- | --- |
| 1    | Aquile Ferrara         | .833 | 6 | 5 | 1 | 196 | 94  |
| 2    | Islanders Venezia      | .667 | 6 | 4 | 2 | 165 | 62  |
| 3    | Chiefs Ravenna         | .500 | 6 | 3 | 3 | 182 | 145 |
| 4    | Hurricanes Vicenza     | .500 | 6 | 3 | 3 | 84  | 132 |
| 5    | Warriors Bologna Arena | .000 | 6 | 0 | 6 | 34  | 228 |

#### Girone Nord Ovest
| Pos. | Squadra                | PCT  | G | V | P | PF  | PS  |
| ---- | ---------------------- | ---- | - | - | - | --- | --- |
| 1    | Blitz Ciriè            | .833 | 6 | 5 | 1 | 113 | 73  |
| 2    | Centurions Alessandria | .500 | 6 | 3 | 3 | 129 | 82  |
| 3    | Wolfpack La Spezia     | .500 | 6 | 3 | 3 | 99  | 101 |
| 4    | Bills Cavallermaggiore | .500 | 6 | 3 | 3 | 83  | 86  |
| 5    | Pirates Savona         | .167 | 6 | 1 | 5 | 14  | 96  |

#### Girone Sud Est
| Pos. | Squadra          | PCT   | G | V | P | PF  | PS  |
| ---- | ---------------- | ----- | - | - | - | --- | --- |
| 1    | Wild Boars Bari  | 1.000 | 6 | 6 | 0 | 223 | 12  |
| 2    | Trucks Bari      | .500  | 6 | 3 | 3 | 162 | 117 |
| 3    | Dragons Salento  | .500  | 6 | 3 | 3 | 112 | 126 |
| 4    | Goblins Lanciano | .000  | 6 | 0 | 6 | 24  | 256 |

#### Girone Sud Ovest
| Pos. | Squadra               | PCT   | G | V | P | PF  | PS  |
| ---- | --------------------- | ----- | - | - | - | --- | --- |
| 1    | Eagles Salerno        | 1.000 | 6 | 6 | 0 | 162 | 41  |
| 2    | 82'ers Napoli         | .667  | 6 | 4 | 2 | 79  | 102 |
| 3    | Highlanders Catanzaro | .167  | 6 | 1 | 5 | 82  | 126 |
| 4    | Achei Crotone         | .167  | 6 | 1 | 5 | 44  | 98  |

## Playoff

### Tabellone
|  | Wild Card              | Wild Card          |                     |                   | Quarti di finale | Quarti di finale   |    |  | Semifinali | Semifinali |  |  | XI Ninebowl | XI Ninebowl |
|  |                        |                    |                     |                   |                  |                    |    |  |            |            |  |  |             |             |
|  |                        |                    |                     |                   |                  |                    |    |  |            |            |  |  |             |             |
|  |                        |                    |                     |                   |                  |                    |    |  |            |            |  |  |             |             |
|  | Wild Boars Bari        | 14                 |                     |                   |                  |                    |    |  |            |            |  |  |             |             |
|  | Wild Boars Bari        | 14                 | 82'ers Napoli       | 12                |                  |                    |    |  |            |            |  |  |             |             |
|  |                        | Crusaders Cagliari | 82'ers Napoli       | 12                | 23               |                    |    |  |            |            |  |  |             |             |
|  | Crusaders Cagliari     | Crusaders Cagliari | 44                  |                   | 23               | Crusaders Cagliari | 14 |  |            |            |  |  |             |             |
|  | Crusaders Cagliari     |                    | 44                  |                   |                  | Crusaders Cagliari | 14 |  |            |            |  |  |             |             |
|  |                        |                    |                     | Sharks Palermo    | 8                |                    |    |  |            |            |  |  |             |             |
|  | Sharks Palermo         | 40                 |                     | Sharks Palermo    | 8                |                    |    |  |            |            |  |  |             |             |
|  | Sharks Palermo         | 40                 | Eagles Salerno      | 42                |                  |                    |    |  |            |            |  |  |             |             |
|  |                        | Eagles Salerno     | Eagles Salerno      | 42                | 0                |                    |    |  |            |            |  |  |             |             |
|  | Dragons Salento        | Eagles Salerno     | 9                   |                   | 0                | Crusaders Cagliari | 24 |  |            |            |  |  |             |             |
|  | Dragons Salento        |                    | 9                   |                   |                  | Crusaders Cagliari | 24 |  |            |            |  |  |             |             |
|  |                        |                    |                     | Islanders Venezia | 14               |                    |    |  |            |            |  |  |             |             |
|  | Neptunes CUS Bologna   | 20                 |                     | Islanders Venezia | 14               |                    |    |  |            |            |  |  |             |             |
|  | Neptunes CUS Bologna   | 20                 | White Wings Bologna | 8                 |                  |                    |    |  |            |            |  |  |             |             |
|  |                        | Islanders Venezia  | White Wings Bologna | 8                 | 42               |                    |    |  |            |            |  |  |             |             |
|  | Islanders Venezia      | Islanders Venezia  | 46                  |                   | 42               | Islanders Venezia  | 28 |  |            |            |  |  |             |             |
|  | Islanders Venezia      |                    | 46                  |                   |                  | Islanders Venezia  | 28 |  |            |            |  |  |             |             |
|  |                        |                    |                     | Blitz Ciriè       | 9                |                    |    |  |            |            |  |  |             |             |
|  | Blitz Ciriè            | 6                  |                     | Blitz Ciriè       | 9                |                    |    |  |            |            |  |  |             |             |
|  | Blitz Ciriè            | 6                  | Aquile Ferrara      | 34                |                  |                    |    |  |            |            |  |  |             |             |
|  |                        | Aquile Ferrara     | Aquile Ferrara      | 34                | 2                |                    |    |  |            |            |  |  |             |             |
|  | Centurions Alessandria | Aquile Ferrara     | 20                  |                   | 2                |                    |    |  |            |            |  |  |             |             |
|  | Centurions Alessandria |                    | 20                  |                   |                  |                    |    |  |            |            |  |  |             |             |

## Ninebowl XI
La XI edizione del Ninebowl è stata giocata il 19 giugno 2010 presso il Velodromo Paolo Borsellino di Palermo.
Si sono affrontati in finale i Crusaders Cagliari e gli Islanders Venezia, con vittoria dei cagliaritani per 24 a 14.

## Verdetti
- Crusaders Cagliari vincitori del Ninebowl XI.